# Sfântul Duh în creștinism

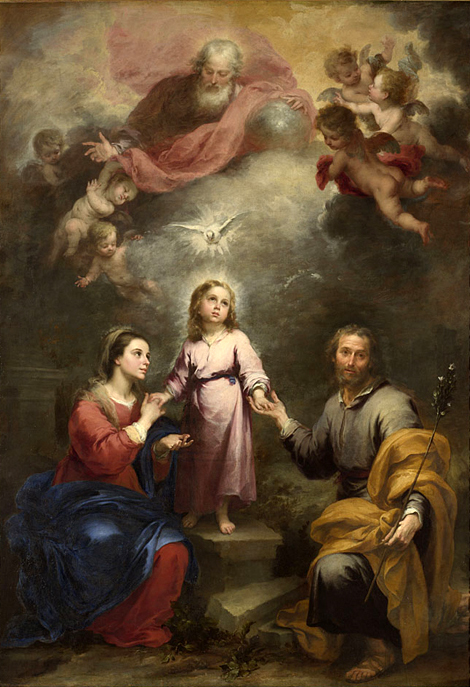
Sfântul Duh ca un porumbel în Treimea Cerească s-a alăturat Treimii Pământești prin Întruparea Fiului, pictură realizată de Murillo, c. 1677.

Pentru majoritatea confesiunilor creștine, Sfântul Duh sau Sfântul Spirit este cea de-a treia persoană a Sfintei Treimi: Dumnezeul în trei ipostaze manifestat ca Dumnezeu Tatăl, Dumnezeu Fiul și Dumnezeu Duhul Sfânt, fiecare entitate în sine fiind Dumnezeu. Creștinii netrinitarieni, care resping doctrina trinității, diferă în mod semnificativ de creștinismul majoritar în ceea ce privește convingerile lor despre Duhul Sfânt. În teologia creștină, pneumatologia se referă la studierea manifestării Sfântului Duh. Datorită relației istorice a creștinismului cu iudaismul, teologii iudei identifică adesea Duhul Sfânt cu conceptul Ruach Hakodesh din scripturile evreiești, considerând că Isus (care era evreu) a extins aceste concepte iudaice. Printre numele similare ale Sfântului Duh sunt Ruach Elohim (Duhul lui Dumnezeu), Ruach YHWH (Duhul lui Yahweh) și Ruach Hakmah (Duhul Înțelepciunii). În Noul Testament el este identificat cu Duhul lui Hristos, Duhul Adevărului, Mângâietorul și Duhul Sfânt.
Noul Testament prezintă o relație strânsă între Duhul Sfânt și Isus în timpul vieții și misiunii pământești a lui Isus. Evangheliile după Matei și Luca și Crezul de la Niceea afirmă că Isus a fost „conceput de Duhul Sfânt, născut din Fecioara Maria”. Duhul Sfânt s-a coborât asupra lui Isus ca un porumbel în timpul Botezului, iar în Discursul de Adio de după Cina cea de taină Isus a promis că va trimite Duhul Sfânt către ucenici după înălțarea lui la ceruri.
Sfântul Duh este menționat ca „Domnul de viață Făcătorul” în Crezul de la Niceea, care rezumă mai multe convingeri cheie asumate de majoritatea confesiunilor creștine. Participarea Duhului Sfânt în natura tripartită a convertirii iese în evidență în instrucțiunile date ucenicilor de Isus după Înviere la sfârșitul Evangheliei după Matei (28:19): „învățați toate neamurile, botezându-le în numele Tatălui și al Fiului și al Sfântului Duh” și „unde sunt doi sau trei, adunați în numele Meu, acolo sunt și Eu în mijlocul lor”. Încă din secolul I creștinii l-au invocat pe Dumnezeu cu formula trinitară „Tatăl, Fiul și Sfântul Duh” în rugăciuni, iertări de păcate și binecuvântări. În cartea Faptele Apostolilor pogorârea Sfântului Duh are loc la cincizeci de zile după învierea lui Hristos și este prăznuită de creștini în sărbătoarea Rusalilor.

## Etimologie și utilizare
Cuvântul din limba greacă comună pneûma (πνεῦμα, pneuma) este găsit de aproximativ 385 de ori în Noul Testament, existând diferențe de trei până la nouă apariții de la un cercetător la altul. Pneuma apare de 105 ori în cele patru evanghelii canonice, de 69 de ori în Faptele Apostolilor, de 161 de ori în epistolele pauline și de 50 de ori în alte părți. Aceste utilizări variază: în 133 de cazuri se referă la „duh” într-un sens general și în 153 de cazuri la „spiritual”. Referința este în aproximativ 93 de ori la Duhul Sfânt, uneori sub numele de pneuma și, alteori, în mod explicit ca pneûma tò Hagion (Πνεῦμα τὸ Ἅγιον). În câteva cazuri cuvântul este, pur și simplu, folosit generic pentru a desemna vânt sau de viață. El a fost, în general, tradus în Vulgata ca Spiritus și Spiritus Sanctus.

## Nume

### Biblia Evreiască
- וְר֣וּחַ קָדְשׁ֑וֹ (Ruah qadesow) – Duhul Lui cel sfânt (Isaia 63:10)[18]
- וְר֣וּחַ קָ֝דְשְׁךָ֗ (Ruah qadseḵa) – Duhul Tău cel sfânt (Psalmi 50:12)[19]
- וְר֣וּחַ אֱלֹהִ֔יםי (Ruah Elohim) – Duhul lui Dumnezeu (Geneza 1:2)[20]
- נִשְׁמַת־ר֨וּחַ חַיִּ֜ים (Nismat Ruah hayyim) – Suflarea duhului vieții (Geneza 7:22)[21]
- ר֣וּחַ יְהוָ֑ה (Ruah YHWH) – Duhul lui YHWH (Isaia 11:2)[22]
- ר֧וּחַ חָכְמָ֣ה וּבִינָ֗ה (Ruach hakmah ubinah) – Duhul înțelepciunii și al înțelegerii (Isaia 11:2)
- ר֤וּחַ עֵצָה֙ וּגְבוּרָ֔ה (Ruah esah ugeburah) – Duhul sfatului și al tăriei (Isaia 11:2)
- ר֥וּחַ דַּ֖עַת וְיִרְאַ֥ת יְהוָֽה (Ruah daat weyirat YHWH) – Duhul cunoștinței[23] și al temerii de YHWH (Isaia 11:2-3)

### Noul Testament
- πνεύματος ἁγίου (Pneumatos Hagiou) – Duhul Sfânt (Matei 1:18)[24]
- πνεύματι θεοῦ (Pneumati Theou) – Duhul lui Dumnezeu (Matei 12:28)[25]
- ὁ παράκλητος (Ho Paraclētos) – Mângâietorul, cf. Paraclet Ioan 14:26 (Ioan 16:7)[26]
- πνεῦμα τῆς ἀληθείας (Pneuma tēs Alētheias) – Duhul Adevărului (Ioan 16:13)[27]
- Πνεῦμα Χριστοῦ (Pneuma Christou) – Duhul lui Hristos (1 Petru 1:11)[28]

În funcție de context:
- πνεῦμα (Pneuma) – Duh (Ioan 3:8)
- Πνεύματος (Pneumatos) – Duh (Ioan 3:8)

## Reprezentări biblice

### Vechiul Testament
Ceea ce Biblia ebraică numește „Duhul lui Dumnezeu” și „Duhul lui Elohim” este numit în Talmud și Midraș „Duhul Sfânt” (ruacḥ ha-kodesh). Deși expresia „Duhul Sfânt” apare în Psalmi 50:11-12 și în Isaia 63:10-11, ea nu a dobândit încă același sens care i-a fost acordat în literatura rabinică: în aceasta din urmă ea este echivalentă cu expresia „Duhul Domnului”. În Geneza 1:2 duhul lui Dumnezeu plutea peste pământul lipsit de viață, făcând astfel posibilă Creația. Deși ruach ha-kodesh poate fi considerat un termen similar lui Dumnezeu, el a fost conceput ca fiind ceva distinct și, ca tot ce e pământesc care vine din cer, ruach ha-kodesh este compus din lumină și foc. Cel mai caracteristic semn al prezenței ruach ha-kodesh este darul profeției. Utilizarea cuvântului „ruach” (care înseamnă în ebraică „suflare” sau „vânt”) în expresia ruach ha-kodesh pare să sugereze că autoritățile iudaice credeau că Duhul Sfânt era un fel de mediu de comunicare invizibilă precum vântul. Duhul vorbește uneori cu o voce masculină și alteori cu o voce feminină; cuvântul ruacḥ este atât masculin, cât și feminin.

### Noul Testament
Termenul Sfântul Duh apare cel puțin de 90 de ori în Noul Testament. Sacralitatea Sfântului Duh pentru creștini este afirmată în toate cele trei evanghelii sinoptice (Matei 12:30-32, Marcu 3:28-30 și Luca 12:8-10), care proclamă că blasfemia împotriva Sfântului Duh este un păcat de neiertat. Participarea Sfântului Duh în Sfânta Treime este sugerată în instrucțiunile date ucenicilor de către Isus după Înviere, menționate la sfârșitul Evangheliei după Matei (28:19): „Drept aceea, mergând, învățați toate neamurile, botezându-le în numele Tatălui și al Fiului și al Sfântului Duh”.

#### Evangheliile sinoptice

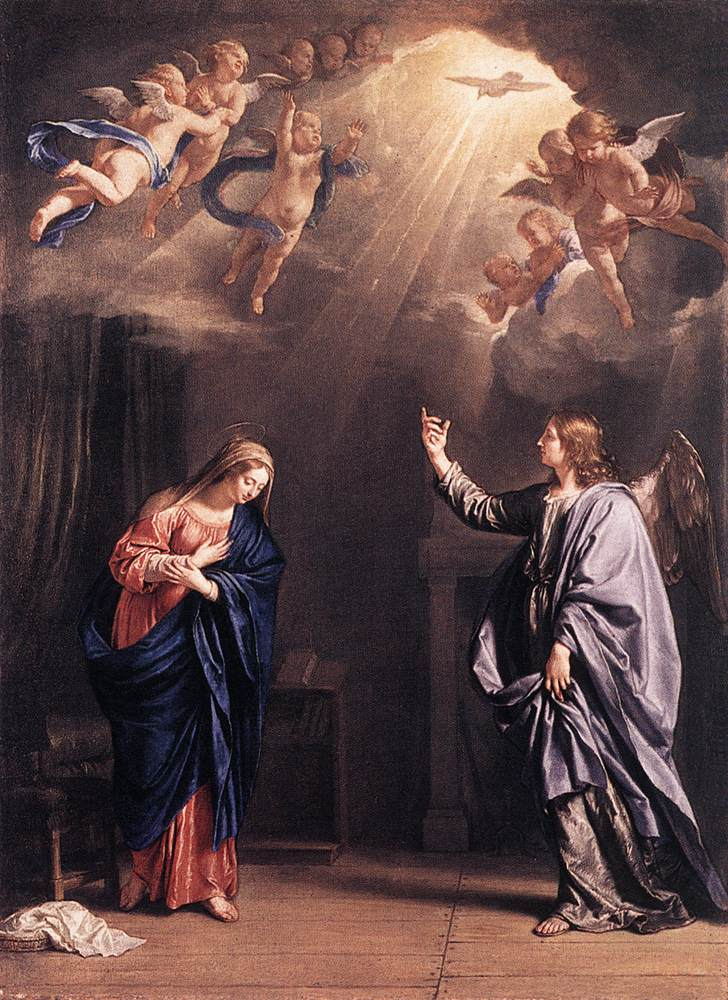
Duhul Sfânt ca un porumbel în momentul biblic al Bunei Vestiri, pictură realizată de Philippe de Champaigne, 1644

Sfântul Duh este menționat de către toți cei trei autori ai evangheliilor sinoptice. Cele mai multe menționări sunt realizate de autorul Evangheliei după Luca; această evidențiere este continuată de același autor în Faptele Apostolilor.
Duhul Sfânt nu apare pur și simplu pentru prima dată la Rusalii, după Învierea lui Isus, ci este prezent în Evanghelia după Luca (1-2) înainte de Nașterea lui Isus. În Luca 1:15 se spune că Ioan Botezătorul a fost „umplut de Duhul Sfânt” înainte de naștere, iar în Luca 1:35 se spune că Duhul Sfânt s-a pogorât asupra Fecioarei Maria. În Luca 3:16 Ioan Botezătorul a afirmat că Isus nu va boteza cu apă, ci cu Duhul Sfânt, iar Duhul Sfânt a coborât asupra lui Isus în timpul botezului său în râul Iordan. În Luca 11:13 Isus a dat asigurări că Dumnezeu Tatăl „va da Duh Sfânt celor care îl cer de la El”.
Marcu 13:11 se referă în mod specific la puterea Duhului Sfânt de a acționa și de a vorbi prin ucenicii lui Isus în timp de nevoie: „nu vă îngrijiți dinainte ce veți vorbi, ci să vorbiți ceea ce se va da vouă în ceasul acela. Căci nu voi sunteți cei care veți vorbi, ci Duhul Sfânt.” Matei 10:20 se referă la același act de exprimare prin intermediul ucenicilor, dar folosește termenul „Duhul Tatălui vostru”de "Duhul Tatălui vostru".

#### Evanghelia după Luca – Faptele Apostolilor
Împreună, Evanghelia după Luca și Faptele Apostolilor conțin peste jumătate din referințele la Duhul Sfânt în Noul Testament, deși acest autor (Luca) a scris aproximativ 25% din conținutul Noului Testament.

##### Faptele Apostolilor
Cartea Faptele Apostolilor a fost uneori numită „Cartea Duhului Sfânt” sau „Faptele Duhului Sfânt”. Din cele aproximativ șaptezeci de apariții ale cuvântului Pneuma în Faptele Apostolilor, cincizeci și cinci se referă la Duhul Sfânt.
De la început, în Fapte 1:2, cititorului i se reamintește că misiunea lui Isus, în timp ce el era pe pământ, a fost realizată prin puterea Duhului Sfânt și că „faptele apostolilor” continuă faptele lui Isus și sunt facilitate, de asemenea, de către Duhul Sfânt. Faptele Apostolilor prezintă Duhul Sfânt ca „principiu de viață” a perioadei de început a Bisericii și oferă cinci situații separate și dramatice de revărsare a sa asupra credincioșilor în pasajele 2:1-4, 4:28-31, 8:15-17, 10:44 și 19:6.
Referințe la Duhul Sfânt apar în cartea Faptele Apostolilor, ca de exemplu în Faptele Apostolilor 1:5 și 8 unde se spune încă de la început: „Că Ioan a botezat cu apă, iar voi veți fi botezați cu Duhul Sfânt, nu mult după aceste zile. ... Ci veți lua putere, venind Duhul Sfânt peste voi”, referindu-se la împlinirea profeției lui Ioan Botezătorul din Luca 3:16: „El vă va boteza cu Duh Sfânt”.

#### Literatura ioanică
Trei termeni, și anume Duhul Sfânt, Duhul adevărului și Mângâietorul sunt folosite în scrierile ioanice. „Duhul adevărului” este folosit în Ioan 14:17, 15:26 și 16:13. Întâia epistolă a lui Ioan pune în contrast acest termen cu „duhul rătăcirii” în 1 Ioan 4:6. 1 Ioan 4:1-6 prevede o separare între duhuri, precizând că „orice duh care mărturisește că Iisus Hristos a venit în trup, este de la Dumnezeu și orice duh, care nu mărturisește pe Iisus Hristos, nu este de la Dumnezeu”.
În Ioan 14:26 Isus afirmă: „Dar Mângâietorul, Duhul Sfânt, pe Care-L va trimite Tatăl, în numele Meu, Acela vă va învăța toate și vă va aduce aminte despre toate cele ce v-am spus Eu.” Identitatea „Mângâietorului” a fost subiectul mai multor dezbateri în rândul teologilor, care au propus mai multe teorii în această privință.

#### Epistolele pauline

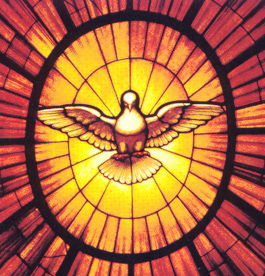
Reprezentare pe vitralii a Sfântului Duh ca un porumbel, c. 1660.

Duhul Sfânt joacă un rol-cheie în epistolele pauline, iar pneumatologia Apostolului Pavel este strâns legată de cristologie și de teologia lui, până în punctul când devine aproape inseparabilă de ele.
Epistola întâia către Tesaloniceni, care a fost probabil prima dintre scrisorile Apostolului Pavel, conține o descriere a Sfântului Duh în pasajele 1:6 și 4:8 care este găsită în epistolele sale. În 1 Tesaloniceni 1:6 Pavel se referă la imitarea lui Cristos (și a lui) și afirmă: „Și voi v-ați făcut următori ai noștri și ai Domnului, primind cuvântul cu bucuria Duhului Sfânt, deși ați avut multe necazuri”, a cărei sursă este identificată în 1 Tesaloniceni 4:8 „Dumnezeu, Care v-a dat pe Duhul Său cel Sfânt”.
Aceste două teme ale primirii Duhului „precum Hristos” și ale recunoașterii lui Dumnezeu ca sursă a Duhului persistă în epistolele pauline ca o caracterizare a relației creștinilor cu Dumnezeu. Pentru Pavel imitarea lui Cristos implică disponibilitatea de a fi modelat de Duhul Sfânt, precum în Romani 8:4 și 8:11: „ Iar dacă Duhul Celui ce a înviat pe Iisus din morți locuiește în voi, Cel ce a înviat pe Hristos Iisus din morți va face vii și trupurile voastre cele muritoare, prin Duhul Său care locuiește în voi.”
Epistola întâia către Tesaloniceni a Sfântului Apostol Pavel se referă, de asemenea, la puterea Duhului Sfânt în pasajul 1:5, o temă găsită, de asemenea, și în alte epistole pauline.

#### Isus și Duhul Sfânt

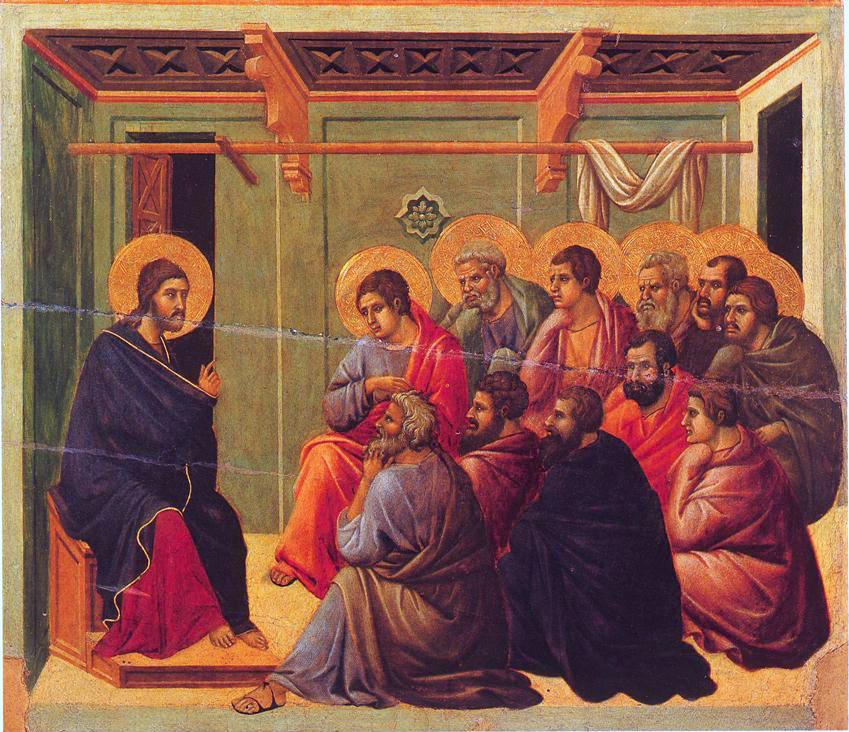
În Discursul de Adio Isus a promis să trimită Duhul Sfânt ucenicilor săi după ridicarea lui la ceruri, reprezentare după Maestà de Duccio, 1308-1311.

Noul Testament prezintă o relație strânsă între Duhul Sfânt și Isus în timpul vieții și misiunii pământești a lui Isus. Crezul apostolic preia afirmațiile din Evangheliile după Luca și Matei, susținând că Isus a fost conceput de Duhul Sfânt și născut din Fecioara Maria.
În mod specific Noul Testament se referă la interacțiunea lui Isus cu Duhul Sfânt în timpul vieții sale pământești, iar manifestarea puterii Duhului Sfânt în timpul misiunii sale are loc în următoarele momente:
- „Duhul fără măsură” care i-a fost dat lui Isus, potrivit pasajului Ioan 3:34, se referă la faptul că cuvintele rostite de Isus (Rhema) sunt cuvintele lui Dumnezeu.

- Botezul lui Isus, în care Duhul Sfânt coboară asupra lui ca un porumbel, potrivit pasajelor Matei 3:13-17, Marcu 1:9-11 și Luca 3:21-23
- Ispitirea lui Isus, în Matei 4:1, când Duhul Sfânt l-a condus pe Iisus în pustiu pentru a fi ispitit
- Scoaterea demonilor cu ajutorul Duhului Sfânt (Matei 12:28), în miracolul vindecării unui îndrăcit orb și mut
- Bucurarea în Duhul Sfânt, în pasajul Luca 10:21, când șaptezeci de ucenici sunt trimiși de Isus pentru a propovădui cuvântul lui Dumnezeu
- Fapte 1:2 afirmă că, până la moartea sa și învierea sa, Isus a poruncit „prin Duhul Sfânt apostolilor pe care i-a ales”
- Referindu-se la sacrificiul asumat de Isus prin răstignirea sa din ascultare față de Tatăl, Evrei 9:14 afirmă că Isus „prin Duhul cel veșnic, S-a adus lui Dumnezeu pe Sine, jertfă fără de prihană”

În Discursul său de adio către ucenicii săi, Isus a promis că le va „trimite Duhul Sfânt” după plecarea lui, precizând în Ioan 15:26: „Iar când va veni Mângâietorul, pe Care Eu Îl voi trimite vouă de la Tatăl, Duhul Adevărului, Care de la Tatăl purcede, Acela va mărturisi despre Mine”.

## Doctrine principale
Teologia duhurilor este numită pneumatologie. Duhul Sfânt este menționat ca Domnul și Dătătorul de Viață în Crezul de la Niceea. El este Duhul Creator, existent înainte de crearea universului și prin puterea lui s-a făcut totul în Isus Hristos, de către Dumnezeu Tatăl. Imnurile creștine, precum Veni Creator Spiritus, reflectă această credință.
În perioada creștinismului timpuriu, conceptul de mântuire a fost strâns legat de invocarea „Tatălui, Fiului și Sfântului Duh” și încă din primul secol creștinii l-au invocat pe Dumnezeu cu numele de „Tatăl, Fiul și Sfântul Duh” în rugăciuni, botez, comuniuni, exorcizări, imnuri, predici, spovedanii, cereri de iertare și binecuvântări. Aceasta este reflectată în zicala: „Înainte de a exista o „doctrină” a Trinității, rugăciunea creștină a invocat Sfânta Treime”.
Pentru majoritatea confesiunilor creștine, Duhul Sfânt este a treia persoană a Sfintei Treimi—Tatăl, Fiul și Duhul Sfânt, și este Atotputernicul Dumnezeu. Duhul Sfânt este considerat a fi una dintre cele trei persoane ale Treimii. Ca atare, el este personal și, de asemenea, deplin Dumnezeu, coegal și coetern cu Dumnezeu Tatăl și Dumnezeu Fiul. El este diferit de Tatăl și Fiul, prin faptul că purcede de la Tatăl (și, potrivit romano-catolicilor, vetero-catolicilor, anglicanilor și protestanților, de la Tatăl și de la Fiul) așa cum este descris în Crezul de la Niceea. Dumnezeul triunic se manifestă, astfel, ca trei persoane (în greacă hypostases) într-o singură Ființă Divină (în greacă: Ousie),, numită Dumnezeire, Esența Divină a lui Dumnezeu.
În Noul Testament, prin puterea Duhului Sfânt, Isus a fost conceput în pântecele Fecioarei Maria, în timp ce fecioria ei a fost păstrată. Duhul Sfânt a coborât asupra lui Isus într-un mod corporal, ca un porumbel, în momentul botezului său și s-a auzit un glas din Ceruri: „Acesta este Fiul Meu cel iubit întru Care am binevoit”. El este Sfințitorul sufletelor, Ajutătorul, Mângâietorul, Dătătorul de har, cel care conduce sufletele la Tatăl și la Fiul.
Duhul Sfânt este cel care îi inspiră pe credincioși și le permite să interpreteze întreaga sfântă scriptură și scrierile profeților, atât din Vechiul Testament, cât și din Noul Testament. Creștinii primesc roadele Duhului Sfânt prin intermediul milei și harului său.

### Dumnezeu Duhul Sfânt

O reprezentare a Sfintei Treimi constând în Dumnezeu Duhul Sfânt, împreună cu Dumnezeu Tatăl și Dumnezeu Fiul (Isus)

Doctrina creștină a Trinității include conceptul de Dumnezeu Duhul Sfânt, împreună cu Dumnezeu Fiul și Dumnezeu Tatăl. Teologul Vladimir Lossky a susținut că în timp ce în actul Întrupării, Dumnezeu Fiul s-a manifestat ca Fiul lui Dumnezeu, același lucru nu s-a petrecut cu Dumnezeu Duhul Sfânt care a rămas nedezvăluit. Totuși, precum în 1 Corinteni 6:19, Dumnezeu Duhul Sfânt continuă să locuiască în trupurile credincioșilor.
În mod similar, Sfântul Augustin de Hipona afirmă în tratatul latin De Trinitate (Despre Sfânta Treime): „Căci întrucât Tatăl este Dumnezeu și Fiul este Dumnezeu și Sfântul Duh este Dumnezeu, despre care nimeni nu se îndoiește în ceea ce privește substanța, totuși nu spunem că Trinitatea Supremă este formată din trei Dumnezei, ci dintr-un singur Dumnezeu... Dar poziția și starea, și locurile și vremurile, nu sunt impregnate de Dumnezeu în mod direct, ci metaforic și prin analogii... Și în ceea ce privește acțiunea (sau facerea), s-ar putea vorbi doar despre Dumnezeu, căci numai Dumnezeu face și El Însuși nu este făcut. El nici nu este responsabil de patimi din moment ce aparține acelei substanțe prin care El este Dumnezeu... Deci Tatăl este atotputernic, Fiul atotputernic și Duhul Sfânt este atotputernic; cu toate acestea, nu sunt trei atotputernici, ci un singur atotputernic... Orice se spune, prin urmare, despre Dumnezeu cu privire la El Însuși, se spune atât despre fiecare Persoană, adică despre Tatăl, Fiul și Sfântul Duh; și împreună despre Treimea însăși, nu la plural, ci la singular”..
În teologia creștină se crede că Duhul Sfânt îndeplinește funcții divine specifice în viața creștinului sau a bisericii. Acțiunea Duhului Sfânt este văzută ca o parte esențială a aducerii persoanei la credința creștină. Noul credincios este „născut din nou în Duh”. Duhul Sfânt permite o viață creștină, instalându-se în sufletele credincioșilor și făcându-i să ducă o viață dreaptă și credincioasă. Duhul Sfânt acționează, de asemenea, ca mângâietor; el intervine sau susține sau acționează ca un apărător în special în perioadele de încercare. El acționează pentru a convinge pe cel nepocăit atât de păcătoșenia faptelor sale, cât și de situația lui morală de păcătos în fața lui Dumnezeu. O altă calitate a Duhului Sfânt este ca sursă de inspirație și ajutor în interpretarea scripturii. Duhul Sfânt inspiră scrierea scripturilor și le interpretează creștinilor și Bisericii.

### Purcederea Duhului Sfânt
În John 15:26 Isus spune următoarele despre Duhul Sfânt: „Iar când va veni Mângâietorul, pe Care Eu Îl voi trimite vouă de la Tatăl, Duhul Adevărului, Care de la Tatăl purcede, Acela va mărturisi despre Mine”. În anul 325, Primul conciliu de la Niceea, care a fost primul sinod ecumenic, a încheiat Crezul cu cuvintele „și întru Duhul Sfânt”. În 381, Primul conciliu de la Constantinopol, care a fost cel de-al doilea sinod ecumenic, a extins Crezul și a completat că Duhul Sfânt „de la Tatăl purcede” (ἐκ τοῦ Πατρὸς ἐκπορευόμενον). Această frază s-a bazat pe pasajul biblic John 15:26 (ὃ παρὰ τοῦ πατρὸς ἐκπορεύεται). În 451, Conciliul de la Calcedon, cel de-al patrulea sinod ecumenic, a definitivat Crezul niceo-constantinopolitan. În același timp, chestiunea purcederii Duhului Sfânt a fost abordată de diverși teologi creștini, care au exprimat păreri diverse și au folosit o terminologie diferită, inițiind astfel o dezbatere care s-a axat ulterior pe clauza Filioque.
În 589 Al Treilea Conciliu de la Toldeo a acceptat în canonul al treilea doctrina purcederii Duhului Sfânt de la Tatăl și de la Fiul („a Patre et Filio procedere”). În următoarele secole s-au format două școli distincte de gândire în Apus și în Răsărit. Teologii răsăriteni au predicat că Duhul Sfânt purcede doar de la Tatăl (noțiune menționată ca monoprocessionism),, în timp ce teologii apuseni au predicat că Duhul Sfânt purcede de la Tatăl și de la Fiul (noțiune menționată ca filioquism). Dezbaterile și controversele între cele două părți au devenit principalul punct de diferență în pneumatologia creștină.

### Roadele și darurile Duhului Sfânt

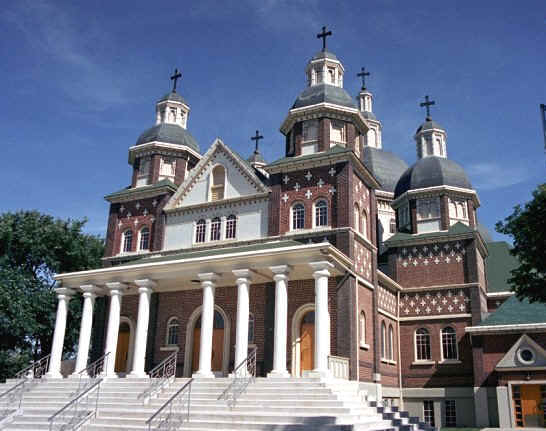
Catedrala Sf. Iosafat din Edmonton, Alberta (Canada) este în formă de cruce, cu șapte cupole din cupru care reprezintă cele Șapte Daruri ale Sfântului Duh.

„Roadele Duhului Sfânt” constau din „înclinații permanente” (cu un caracter similar cu cel al tainelor), caracteristici virtuoase insuflate creștinilor prin acțiunea Duhului Sfânt. Galateni 5:22-23 numește zece astfel de virtuți:
Iar roada Duhului este dragostea, bucuria, pacea, îndelungă-răbdarea, bunătatea, facerea de bine, credința, blândețea, înfrânarea, curăția; împotriva unora ca acestea nu este lege.
În Epistola către Galateni aceste zece virtuți sunt puse în contrast cu „pofta trupului” și evidențiază manifestările pozitive ale lucrării Duhului Sfânt în credincioși..
„Darurile Duhului Sfânt” sunt diferite de roadele Duhului și constau din abilități specifice dobândite de fiecare creștin. Ele sunt frecvent cunoscute prin cuvântul grecesc pentru dar, charisma, tradus în română carismă, de la care derivă termenul carismatic. Nu există un acord cu privire la o listă exhaustivă a darurilor și diversele confesiuni creștine folosesc diferite liste, bazându-se adesea pe 1 Corinteni 12, Romani 12 și Efeseni 4. Cultele penticostale și mișcarea carismatică consideră că absența darurilor supranaturale se datorează ignorării Duhului Sfânt și a lucrărilor sale de către confesiunile creștine majore. Cei care cred în relevanța darurilor supranaturale vorbesc uneori de un Botez cu Duhul Sfânt sau Umplerea cu Duhul Sfânt pe care creștinul trebuie să o experimenteze pentru a primi aceste daruri. Cu toate acestea, multe confesiuni creștine susțin că Botezul cu Duhul Sfânt este identic cu convertirea și că toți creștinii sunt prin definiție botezați în Duhul Sfânt.
Cele „șapte daruri ale Duhului Sfânt” se revarsă peste un credincios la botez și sunt în mod tradițional derivate din pasajele Isaia 11:1-2, deși Noul Testament nu se referă la Isaia 11:1-2 atunci când se referă la aceste daruri. Aceste șapte daruri sunt: înțelepciunea, înțelegerea, sfatul, tăria (puterea), cunoașterea, evlavia și frica de Domnul. Acesta este punctul de vedere al Bisericii Catolice și al multor altor grupuri creștine.

## Deosebiri confesionale

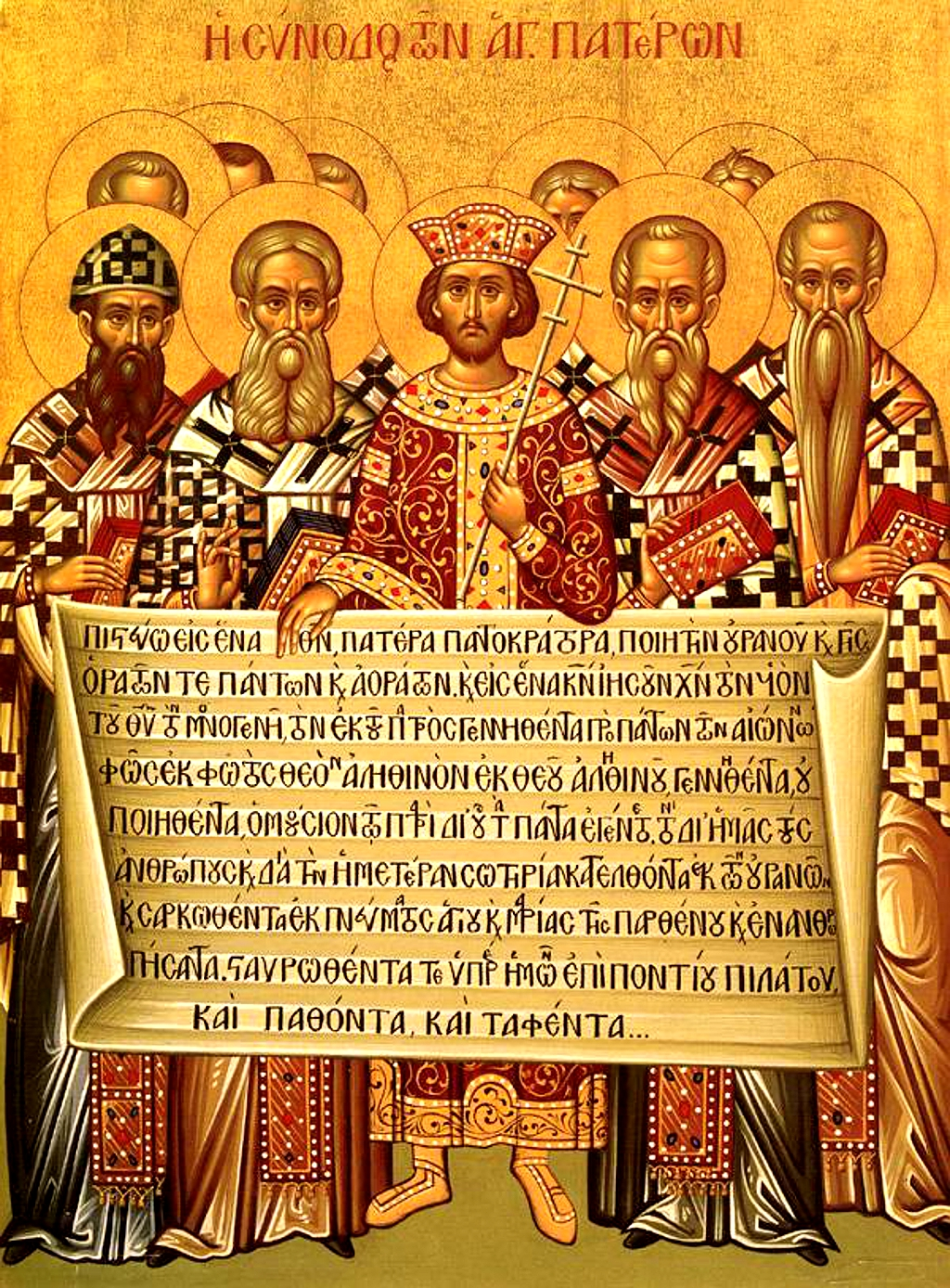
Icoana Părinților Bisericii ținând Crezul de la Niceea

Confesiunile creștine au variații doctrinare în convingerile lor cu privire la Duhul Sfânt. Un exemplu bine cunoscut este controversa Filioque cu privire la Duhul Sfânt – una din diferențele esențiale dintre învățăturile principalelor biserici apusene și învățăturile diverselor confesiuni creștine răsăritene (ale bisericilor ortodoxe, vechi orientale, asiriene etc. Biserica de Est).
Dezbaterea cu privire la clauza Filioque este centrată pe precizarea provenienței Duhului Sfânt în Crezul apostolic: Duhul Sfânt „purcede de la Tatăl” în Crezul Niceano-Constantinopolitan (care a fost scris inițial în limba greacă și a fost păstrat întocmai de Bisericile Răsăritene), dar Biserica Apuseană a introdus în crez adaosul adăugirea „și de la Fiul” (adică filioque în limba latină).
Spre sfârșitul secolului al XX-lea, au avut loc discuții referitoare la eliminarea adăugirii Filioque din Crezul Niceean în cărțile de rugăciuni ale Bisericii Anglicane pentru conformarea cu abordarea doctrinară a Bisericilor Ortodoxe și Vechi Orientale, dar această modificare încă nu a ajuns la un stadiu final de implementare.
Majoritatea cultelor protestante au opinii similare cu Biserica Romano-Catolică în ceea ce privește teologia Duhului Sfânt, dar există diferențe semnificative de credință între penticostalism și restul cultelor protestante. Penticostalismul prevede „botezul cu Duhul Sfânt”, pe baza pasajului din Fapte 1:5, care precizează că „veți fi botezați cu Duhul Sfânt”. Cele mai recente mișcări carismatice pun accent pe „harurile Duhului” (cum ar fi vindecarea, proorocirea etc.) și se bazează pe 1 Corinteni 12 ca bază scripturală, dar diferă adesea de mișcările penticostale.
Opiniile netrinitariene despre Sfântul Duh diferă în mod semnificativ de doctrina de bază a creștinismului.

### Catolicism
Duhul Sfânt a fost subiectul a cel puțin două enciclice papale:
- Divinum illud munus - Papa Leon al XIII-lea (1897)
- Dominum et vivificantem - Papa Ioan Paul al II-lea (1986)

Subiectul Duhului Sfânt este discutat pe larg în Catehismul Bisericii Catolice în mărturisirea „Cred în Duhul Sfânt” din paragrafele 683-747.
Doctrina Duhului Sfânt, așa cum este exprimată în Crezul de la Niceea, reprezintă un subiect divergent în relațiile dintre Biserica Catolică și Biserica Ortodoxă. Vezi clauza Filioque.

### Martorii lui Iehova și christadelfieni
Martorii lui Iehova și christadelfieni nu consideră Duhul Sfânt ca o persoană distinctă de Dumnezeu Tatăl, ci ca o „energie” sau „forță activă” a lui Dumnezeu, pe care el o folosește pentru a-și realiza voia lui în creație și răscumpărare.

### Biserica lui Isus Hristos a Sfinților din Zilele din Urmă
Membrii Bisericii lui Isus Hristos a Sfinților din Zilele din Urmă cred că Duhul Sfânt este al treilea membru al Dumnezeirii. El este un personaj imaterial, spiritual, fără un trup din carne și oase. Este adesea menționată ca Duhul, Duhul Sfânt, Duhul lui Dumnezeu, Duhul Domnului, sau Mângâietorul. Membrii Bisericii cred într-un trinitarianism social și în subordinaționism, în sensul că Tatăl, Fiul și Duhul Sfânt sunt înțeleși ca fiind uniți în voință și scop, dar nu și în substanță. Duhul Sfânt este considerat a fi subordonat Tatălui și al Fiului și acționează sub coordonarea lor. Duhul Sfânt, ca toate ființele inteligente, este considerat a fi fundamental veșnic, necreat și de autoexistent.
Biserica susține că influența Duhului Sfânt se poate manifesta înainte de botez, dar harul sau tovărășia constantă a Duhului Sfânt, care provine prin punerea mâinilor unui cleric hirotonit în mod corespunzător cu o linie de autoritate care provine de la Hristos, prin Petru, este obținut numai după botez. Joseph Smith, profetul fondator al Bisericii a susținut că „s-ar putea boteza la fel de bine un sac de nisip, dacă botezul nu este realizat pentru iertarea păcatelor și dobândirea Duhului Sfânt. Botezul cu apă este numai jumătate din botez și nu valorează nimic fără cealaltă jumătate - botezul cu Duhul Sfânt”.

## Filosofia stoică
În introducerea la cartea Meditations (1964), preotul anglican Maxwell Staniforth a discutat impactul profund al stoicismului asupra creștinismului. În particular:
Un alt concept stoic care a oferit inspirație învățăturilor Bisericii a fost cel al „Spiritului divin”. Cleantes, dorind să dea un sens mai explicit „focului creativ” al lui Zeno, a fost primul care a folosit termenul pneuma sau „spirit” pentru a-l descrie. La fel ca focul, acest „spirit” inteligent a fost imaginat ca o substanță rarefiată asemănătoare cu un curent de aer sau cu respirația, dar posedând, în esență, căldură; el a fost imanent în univers ca Dumnezeu și în om ca suflet și principiu dătător de viață. În mod eviden, nu este un pas lung de la acesta la „Duhul Sfânt” al teologiei creștine, „Domnul și Dătătorul de viață”, manifestat vizibil sub forma limbilor de foc la Rusalii și asociat de atunci - atât în mintea creștină, cât și în mintea stoică - cu ideile focului vital și căldurii benefice.

## Simbolism și artă

### Simbolism

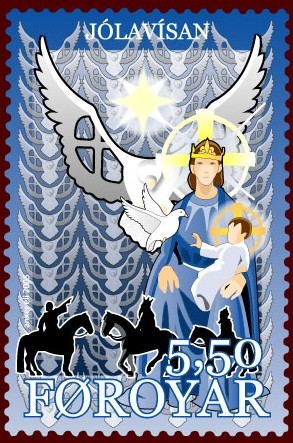
Duhul Sfânt ca un porumbel pe un timbru din Insulele Feroe.

Duhul Sfânt este considerat frecvent ca metaforă și simbol, atât din punct de vedere doctrinar, cât și biblic. Din punct de vedere teologic, aceste simboluri sunt o cheie pentru înțelegerea Duhului Sfânt și a acțiunilor sale și nu sunt simple reprezentări artistice.
- Apă – semnifică manifestarea Duhului Sfânt în Botez, „pentru că într-un Duh ne-am botezat noi toți (...) și toți la un Duh ne-am adăpat”. (1 Corinteni 12:13) Astfel, Duhul este personificat, de asemenea, ca apa vie care izvorăște din Hristos răstignit pe cruce (Ioan 19:34) (1 Ioan 5:8), simbolizând izvorul vieții veșnice promise creștinilor.[85][86] Catehismul Bisericii Catolice, elementul 1137, consideră referirea la Apa Vieții din Cartea Apocalipsei (21:6 și 22:1) „unul dintre cele mai frumoase simboluri ale Duhului Sfânt”.[87]
- Ungerea – simbolismul binecuvântării cu ulei semnifică, de asemenea, Duhul Sfânt până în punctul când devine un sinonim pentru Duhul Sfânt. Venirea Duhului este menționată ca „ungerea”. (2 Corinteni 1:21) În unele confesiuni ungerea este practicat în ceremonia confirmării; („mirungere” în Bisericile Răsăritene). Forța ei deplină poate fi înțeleasă numai în relație cu ungerea primară a lui Isus, realizată de Duhul Sfânt. Titlul „Hristos” (în ebraică, messiah) înseamnă cineva „uns” cu Duhul lui Dumnezeu.
- Foc – simbolizează energia transformatoare a acțiunilor Duhului Sfânt. În formă de limbi „ca de foc”, Duhul Sfânt s-a așezat deasupra ucenicilor în ziua Cincizecimii.
- Nor și lumină - Duhul Sfânt se pogoară asupra Fecioarei Maria și o „umbrește”, astfel încât ea să-l poată concepe și să-i dea naștere lui Isus. Pe muntele unde a avut Schimbarea la Față, Duhul „s-a făcut un nor și i-a umbrit” pe Iisus, Moise și Ilie, Petru, Iacob și Ioan, și „glas s-a făcut din nor, zicând: Acesta este Fiul Meu cel ales, de acesta să ascultați!” (Luca 9:34-35)
- Porumbel – Când Cristos a ieșit din apă, după ce a fost botezat, Duhul Sfânt s-a coborât asupra lui în chip de porumbel și a rămas cu el. (Matei 3:16)
- Vânt – Duhul Sfânt este asemănat cu „vântul suflă unde voiește” (Ioan 3:8) și descris ca „un vuiet, ca de suflare de vânt ce vine repede” (Faptele Apostolilor 2:24).

### Artă și arhitectură

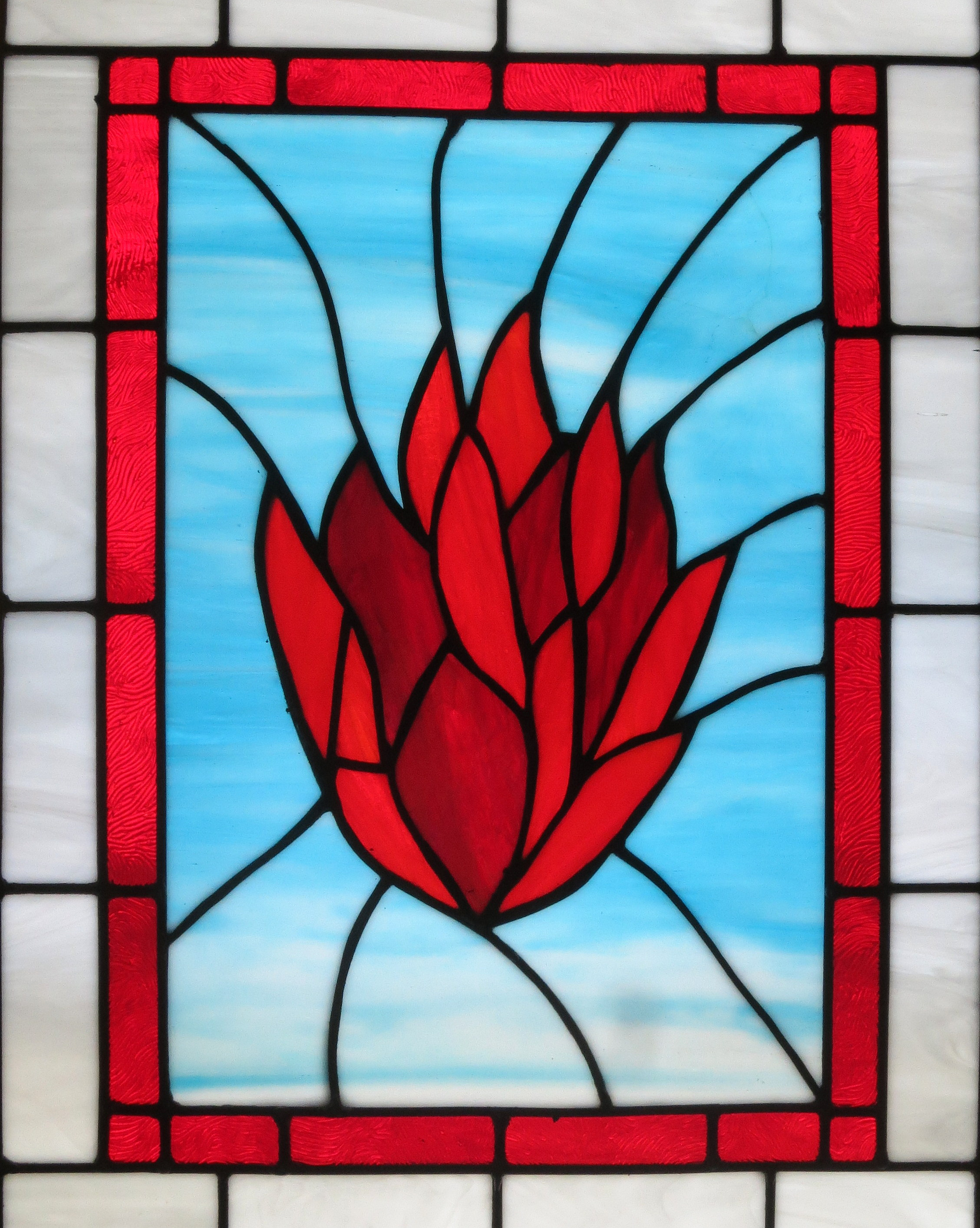
Vitralii în Biserica Înălțării (Johnstown, Ohio) înfățișând focul, un simbol al Duhului Sfânt

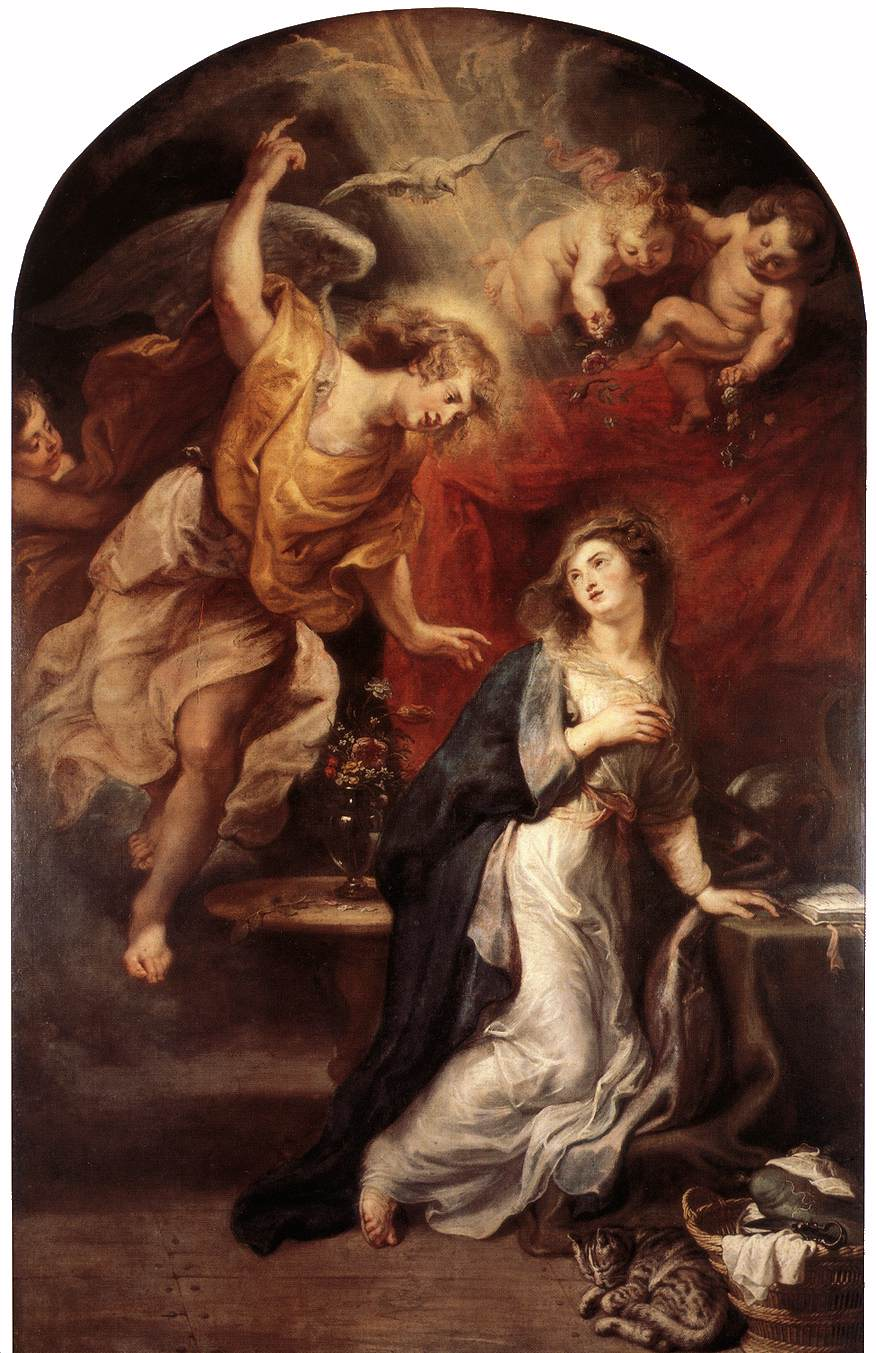
Duhul Sfânt ca un porumbel în pictura Buna Vestire a lui Rubens, 1628

Duhul Sfânt a fost înfățișat în arta creștină atât în Bisericile Răsăritene, cât și Apusene, într-o varietate de reprezentări artistice. Reprezentările au variat de la figuri aproape identice care reprezintă cele trei persoane ale Sfintei Treimi la un porumbel sau o flacără.
Duhul Sfânt este reprezentat adesea ca un porumbel, pe baza relatării biblice că Duhul Sfânt s-a pogorât asupra lui Isus ca un porumbel, atunci când el a fost botezat în râul Iordan. În multe picturi ce descriu secvența Bunei Vestiri, Duhul Sfânt se arată în chip de porumbel, pogorându-se asupra Fecioarei Maria prin raze de lumină, atunci când Arhanghelul Gabriel anunță Mariei că-l va naște pe Isus Hristos. Un porumbel poate fi văzut, de asemenea, la urechea Sfântului Grigore cel Mare ─ așa cum și-l amintesc secretarul său sau alți părinți ai bisericii, cărora le-a dictat operele sale teologice. Imaginea porumbelului este, de asemenea, o paralelă la porumbelul care i-a adus lui Noe, după potop, ramura de măslin ca un simbol al păcii.
Cartea Faptele Apostolilor descrie coborârea Duhului Sfânt asupra apostolilor la Cincizecime sub formă de vânt și limbi de foc ce stau deasupra capetelor apostolilor. Pe baza acestei relatări, Duhul Sfânt este simbolizat uneori ca o flacără de foc.

#### Arte vizuale

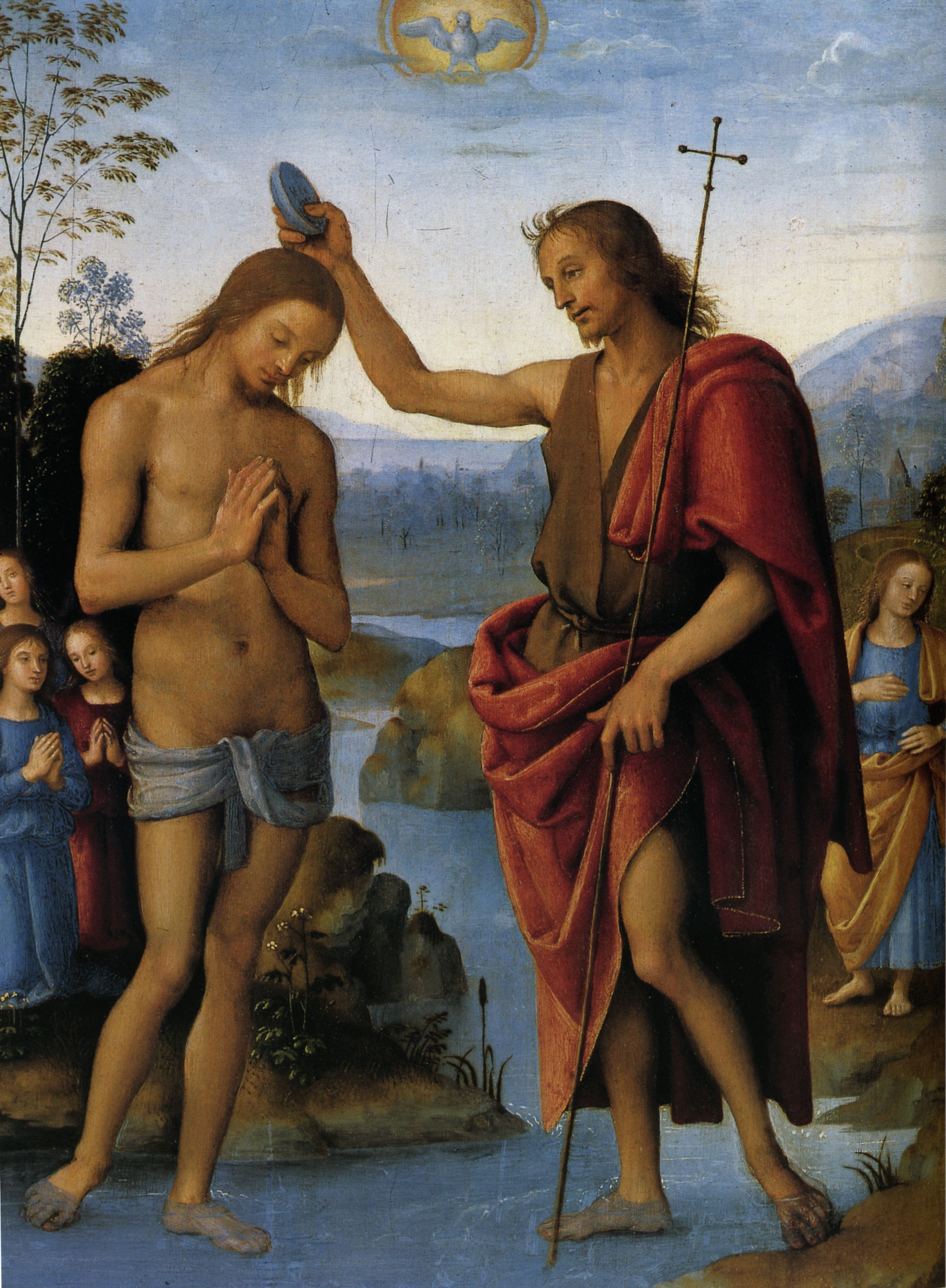
Duhul Sfânt reprezentant ca un porumbel în Botezul lui Isus, pictură realizată de Pietro Perugino, circa 1498
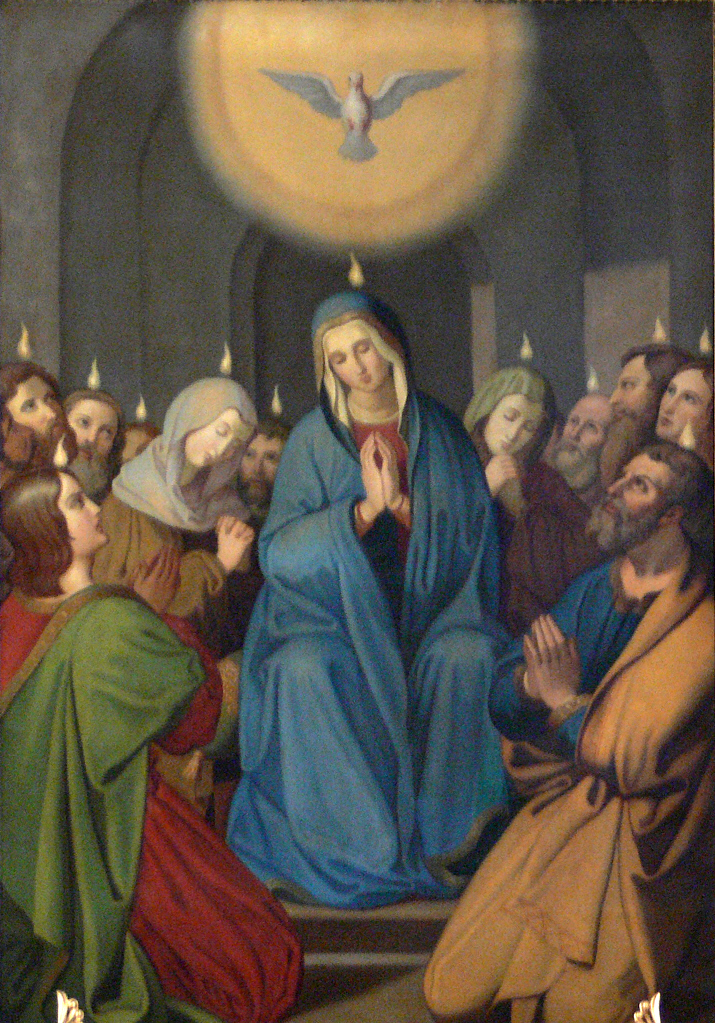
O reprezentare a Duhului Sfânt ca un porumbel înconjurat de flăcări, Ravensburg, Germania, 1867
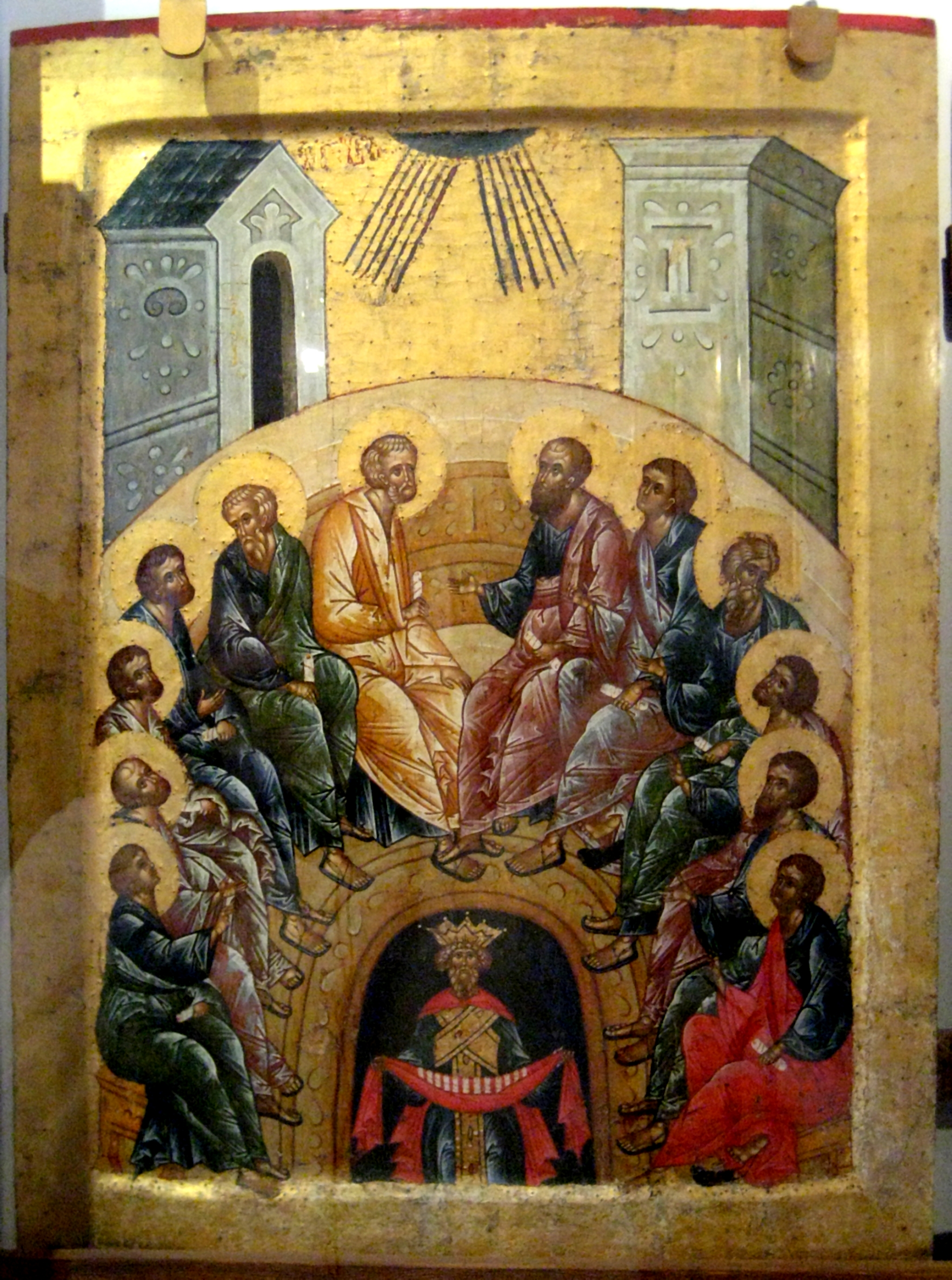
Pogorârea Duhului Sfânt sub formă de raze de lumină într-o icoană rusească a Cincizecimii, secolul al XV-lea
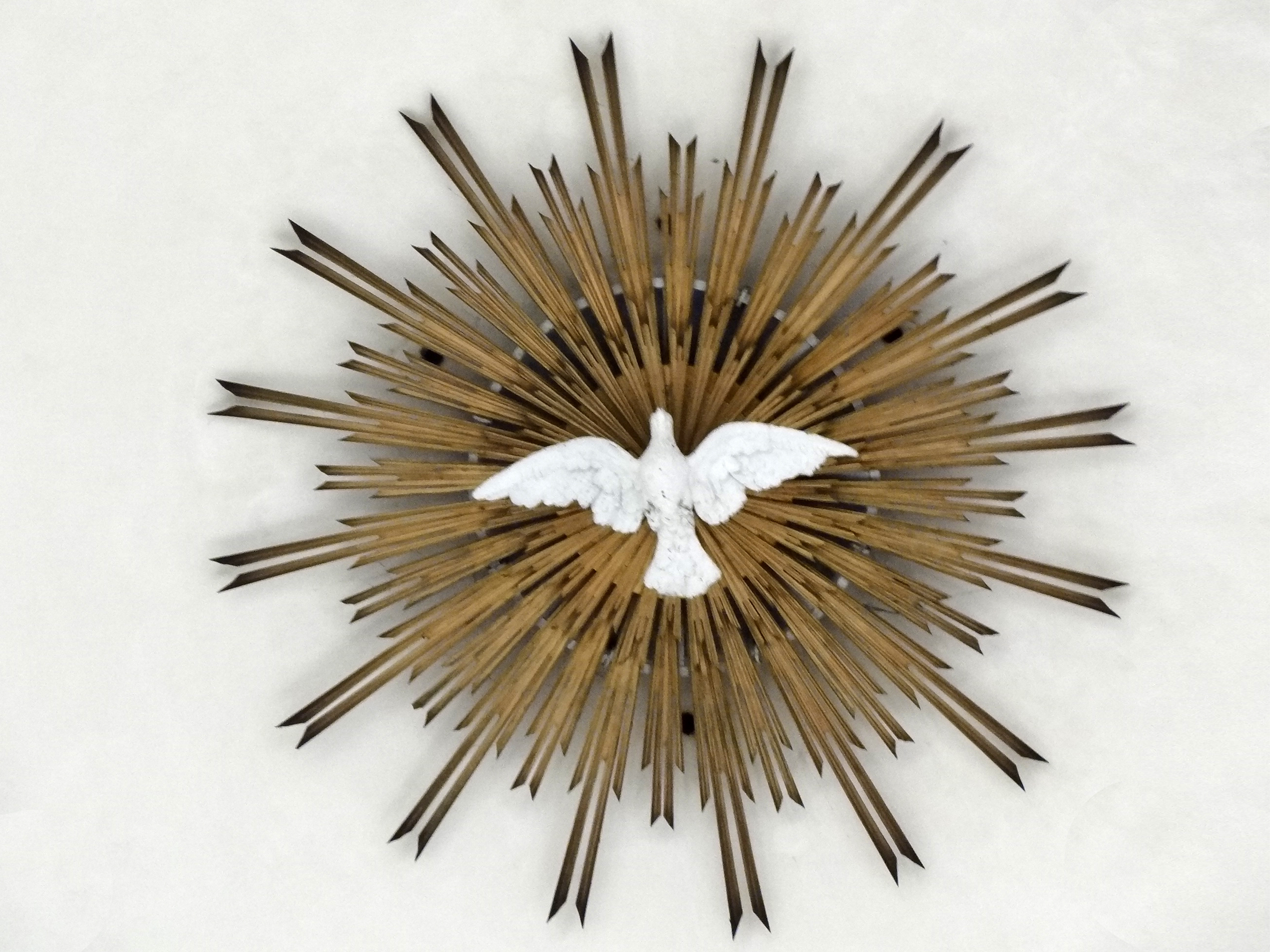
Reprezentare a Duhului Sfânt pe cheia de boltă a Bisericii „Sfântul Arhanghel Mihail” din Kaunas

#### Catedrale cu hramul Duhul Sfânt

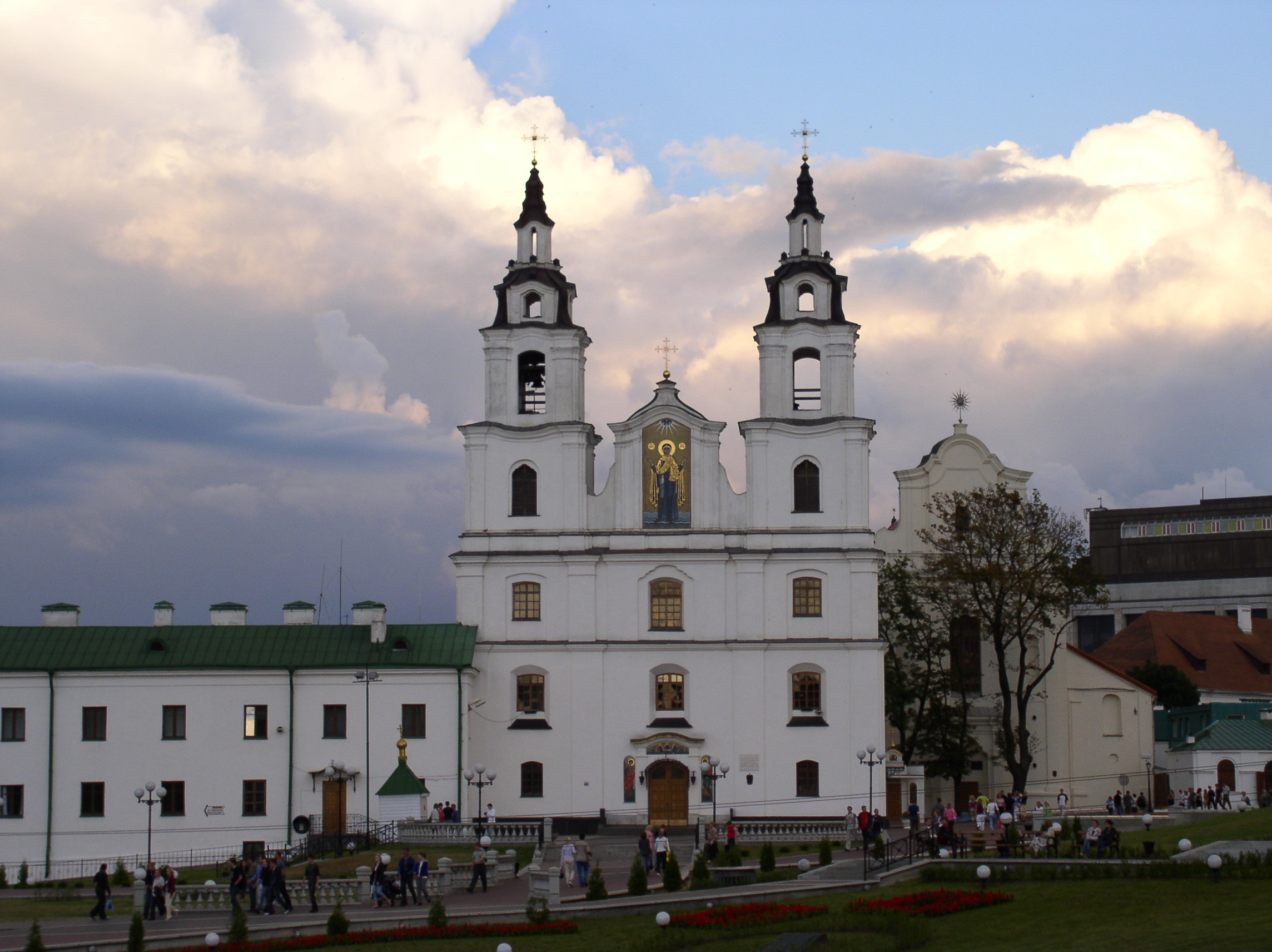
Catedrala „Duhul Sfânt” din Minsk, Belarus
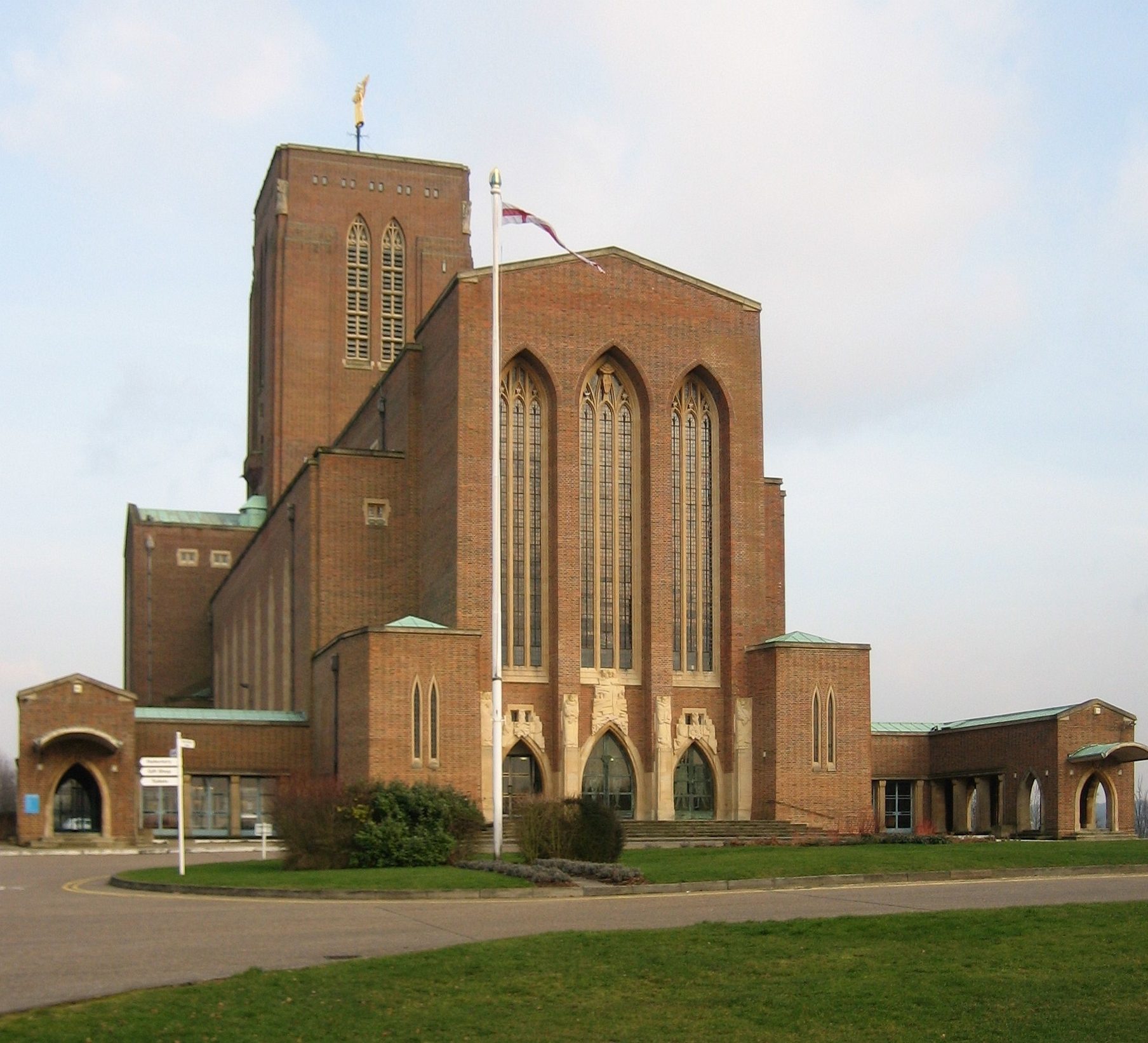
Catedrala Guildford, Marea Britanie
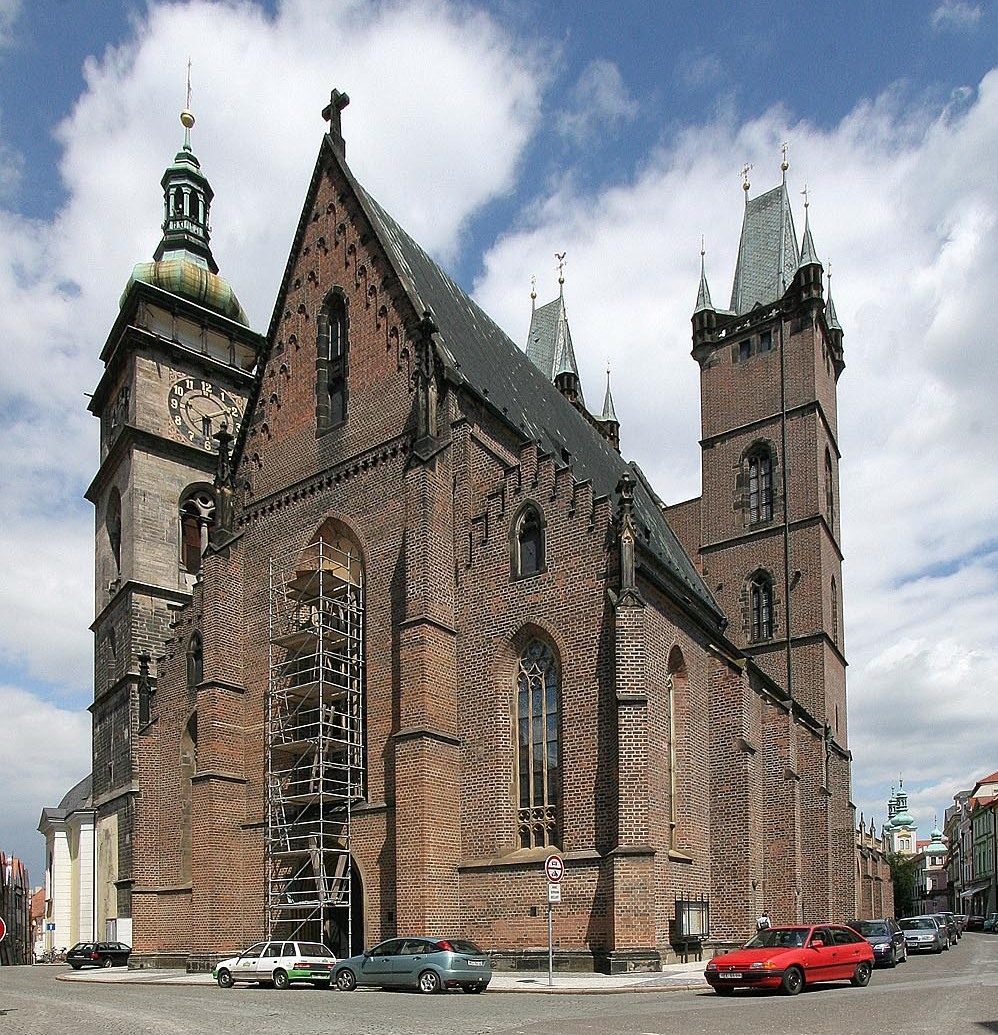
Catedrala romano-catolică din Hradec Králové, Republica Cehă

## Legături externe
- Catechism of the Catholic Church: CHAPTER THREE. I BELIEVE IN THE HOLY SPIRIT (nos. 683–686); ARTICLE 8. „I BELIEVE IN THE HOLY SPIRIT” (nos. 687–747)